# Peter Lammer
Peter Lammer (* 28. Mai 1963) ist ein ehemaliger österreichischer Radrennfahrer.

## Sportliche Laufbahn
Lammer war im Straßenradsport aktiv. 1984 startete er mit der Nationalmannschaft im Grand Prix Guillaume Tell und kam dort auf den 22. Platz, 1985 wurde er 16. 1988 wurde er Dritter bei Wien–Rabenstein–Gresten–Wien und gewann die Grazer Radsporttage. 1989 wurde er bei den Österreichischen Staatsmeisterschaften Vizemeister im Straßenrennen hinter Mario Traxl sowie Zweiter der Österreich-Rundfahrt hinter Valter Bonča mit einem Etappensieg. Er startete neunmal in der Österreich-Rundfahrt. 1991 wurde er Dritter in dem traditionsreichen Straßenrennen von Judendorf.